# Марк Корнелий Малугиненсис
Вижте пояснителната страница за други личности с името Марк Корнелий Малугиненсис.
Марк Корнелий Малугиненсис (на латински: Marcus Cornelius Maluginensis) e политик на Римската република през 4 век пр.н.е.
Произлиза от патрицииския клон Малугиненсис на старата фамилия Корнелии. През 369 пр.н.е. и 367 пр.н.е. той е консулски военен трибун с още други пет колеги.